# 六甲学院中学校・高等学校
六甲学院中学校・高等学校（ろっこうがくいんちゅうがっこう・こうとうがっこう、英: Rokko Junior and Senior High School）は、兵庫県神戸市灘区篠原伯母野山町に所在し、中高一貫教育を提供する私立男子中学校・高等学校。
高等学校においては生徒を募集しない完全中高一貫校。2016年度に「六甲中学校・高等学校」から改称した。

## 概要
イエズス会により、1937年（昭和12年）財団法人六甲中学校設立。翌年に旧制六甲中学校開校。イエズス会が日本で設立した最初の中等教育の学校である。それ以前には、1913年（大正2年）、東京に上智大学を設立している。
設立当時、戦時色が強まる世相の中、カトリックの学校として軍部に睨まれ、迫害を受け、一時は存廃の危機に見舞われた。そのような中、国民皆兵の全体主義に流れず、一人一人を大切にする教育を願い続け、最後には軍部にもファンが生まれたという。
1947年（昭和22年）に新制六甲中学校、翌年には六甲高等学校も開校し、中高一貫教育となる。昭和30年代には進学実績が上がらず競争率が2倍を割り込む行き詰まりの時代もあったが、2代校長シュワイツェルにより、1学年を3クラスから4クラスにし、若い情熱的な教員を増強、校舎を増改築し、進路指導部を拡充、大学合格実績を上げていった。
3代校長以降、知育だけでなく「訓育」といった、良心に立ち返り、キリスト教の絶対的価値観をよく解釈した、本当の日本人として社会に尽くせる人になる六甲精神の基礎が造られた。
阪急電鉄六甲駅から20分ほど坂を上った所にある。標高差が200m程度あるきつい坂だが、遮るもののない神戸一円の景色、瀬戸内海が見える。

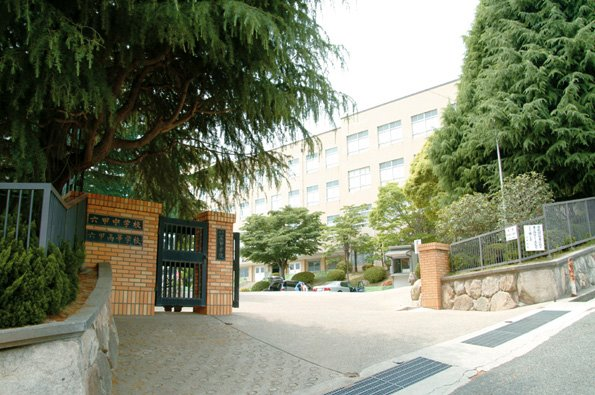
正門から見た建て替え前の校舎

開学間もない1941年（昭和16年）、鉄筋コンクリート造の校舎が建てられた。この年は太平洋戦争開戦の年であり、統制により大規模建造物の建設は規制を受けていたため、学校関係者の苦心も相当なものであったという。
2012年（平成24年）の創立75周年の年、2037年の100周年を見据え、より安全で時代に即した利便性を目指した新校舎が完成した。2010年に旧校舎が取り壊されたが、校舎内廊下のタイル張りなどは旧校舎のデザインを踏襲したものとなっている。2013年4月には講堂棟（アトリウム）の改修工事が完了、宗教科教室と食堂が新設され音楽室と家庭科室の移転も完了した。また仮校舎が建っていた第二グランドは人工芝が整備され、75周年記念事業により校内は大きく様変わりしている。
2016年4月に、イエズス会教育の実現と深化を目的に、設置者である六甲学院を含む姉妹校の4つの学校法人栄光学園、広島学院、泰星学園は学校法人上智学院と合併した。また、同時に校名を「六甲学院中学校・高等学校」に改称。校章も変更された。合併後各学校法人は解散するが、各校は上智大学の附属校にはならず名称もそのままに独立経営が維持される。

## 組織
イエズス会の学校のため、創立記念日はフランシスコ・ザビエルの命日である12月3日である。
世界各国からイエズス会の関係者が視察に訪れることもある。2004年には、バチカン市国人の、日本での文部科学大臣に相当する者が視察に訪れている。
同窓会として六甲伯友会がある。

## 教育理念
Man for others.（ほかの人々のために生きる人間に）。イエズス会が設立した日本国内の他の学校（栄光学園、広島学院、上智福岡）も同じ理念を共有している。
創立75周年を機に、六甲学院ミッションステートメントが作成された。
厳しいしつけの教育と他者を思いやる奉仕の精神、保護者とも密に連絡を取り合うアットホームで面倒見のよい「本物」の教育や、教科を通じて「規律」を教える教育が、校風となっている。また、21世紀型の教育を行い、校外へ向かう社会科の試み、グループ・ワークを基調とする国語科での試みなど、アクティブ・ラーニングに取り組んでいる。

## 象徴

### 通学服
濃紺詰襟学生服であるが、校内では上下ともに白色の「校内着」に着替えなければいけない。ただし学校が販売しているセーターやトレーナーは防寒着として制服の下（校内着の上）に着用可能（名前入りに限る）。

## 課業

### 編成
全学年とも4クラス170～200名強（募集定員は192名）で構成され、全校生徒数は中高併せて約1,100人。完全中高一貫校で、欠員補充を除いて原則として高校入試は行われない。

### 教育課程
中学校での留年制度は90年代後半に廃止されている。例年数名は中途退学・他の高校へ転校・進学している。
2021年度より、金曜日において毎週ロングホームルームのために7時間授業の日が設けられている。これは授業の進度との兼ね合いのためである。2024年度より、ロングホームルームは水曜日に移動した。

### 独自の課業
心身共に鍛えるため、現代の教育事情や社会情勢からすると古風とも取れる面を多々持ち合わせている。

#### 中間体操
2・3限の授業の間に全員上半身裸でグラウンドを走る。ただし、紫外線が生徒の健康に悪影響を与えることを考慮し、6月上旬にある体育祭後から9月下旬の文化祭終了までの期間は中止される。かつてはグラウンドを走った後に皆で六甲体操をしていた。2020年度より中止となっている。また、2022年度より希望者のみが上半身裸で走るという仕組みになっている（新型コロナウイルスに配慮してのため）。また、現在新型コロナウイルス感染症終息後もこの制度のままにするか教師間で検討がなされている。

#### 清掃活動
生徒の手で清掃が行われている。
- 掃除監督：ほとんどの掃除は、中3から高3の各クラスから選出された訓育生、クラス三役（委員長、副委員長、および書記）、高2の指導員[注 2]が監督をし、許可をもらわないと終了することができない。
- 便番：冬季の極寒の中でも裸足、短パン1枚で行う便器清掃。清掃用手袋や洗剤などは使わずに素手で便器を磨く慣習となっている[8]。2020年度より便所掃除は業者に委託となったが、2021年度11月より、生徒による便所掃除が再開された。なお、裸足・短パン1枚・素手での清掃は現在は行われていない。また、素手で便器を磨くのではなく、掃除器具を使用する場合が多い。
- 欠番作業：掃除を怠った者には罰則があり、通常は中間・期末試験の最終日に行われる。これも生徒指導の下、2時間半ほどの特殊区域（通常掃除区域外）の掃除をする。

## 学校行事
- 4月：オリエンテーション（中1、高1）、入学式、始業式
- 5月：健康の日、中間考査
- 6月：体育祭
総行進が行われる。1時間余りにわたって上半身裸・裸足で行われる。
- 7月：期末考査、終業式、前島キャンプ（旧久美浜キャンプ）（中1）、立山キャンプ（中3）、社会奉仕作業（中3 - 高2、- 8月）
- 8月：インド訪問（2年に1度）ニューヨーク研修（高1）
- 9月：始業式、文化祭（中1 - 高2）
- 10月：校外学習（中1 - 高2）、中間考査
- 11月：強歩大会（中1 - 高2）
- 12月：創立記念日、期末考査、終業式
- 1月：始業式、スキー合宿（中2）生命について考える日、中学校入学試験
- 2月：高等学校卒業式、研修旅行（高1）
- 3月：学年末考査、修了式、中学校卒業式

## 委員会活動
委員会の活動期間は前期と後期に分けられている。前期が4月 - 9月、後期が10月 - 翌3月までである。
六甲学院の委員会は、古くからあるものから廃止されたもの、近年設立されたものまである。2005年、高校委員会が廃止となり生徒会が発足、中学委員会が発足し、また出版委員会が廃止となる。

### 生徒会
1966年、学校改革の一環により、厳格な校則ばかりではなく生徒の自主性を重んじるために発足した。生徒による代表統括機関である。生徒の意見を一院制の生徒会会議で審議・集約し、職員会議に持ち込むことなどが主な仕事である。生徒会長は7月後半に行われる生徒会長選挙で立候補者の中から中1から高2の全生徒と高3の有志生徒の投票によって選ばれる。立候補した会長は同時に副委員長・書記まで任命することができる。そのほかの委員は評議員として高校各クラスから2人ずつクラス選挙によって選ばれる。

### 訓育委員会
最も古くから存在する委員会。掃除の監督や朝礼の追い出し、遅刻の清算、日番の管理までと活動は多岐にわたっている。委員は中3 - 高3（後期は高2まで）の各クラスから2,3人ずつクラス選挙によって決められる。訓育委員会の三役は訓育委員会の中で選挙を行って決める。教員・上級生による綿密な「指導」や、「もっとできたと思うよ」など、温かい声かけや、生徒同士、「いや、それは違う」と議論を戦わす指導と寄り添いにより、訓育の根幹が成り立っている。

### 社会奉仕委員会
1981年結成。毎月1回のインド募金の実施や夏の社会奉仕活動の実施・統括、そのほか各社会奉仕活動の実施・統括などを行っている。委員は全クラスから2,3人までクラス選挙によって決められる。社会奉仕委員会の三役・執行部は社会奉仕員会の中で選挙を行って決める。

### 図書委員会
近年発足した委員会。本館5階の学習センターで、司書の補助（具体的には、蔵書の管理、貸出等）を行う。文化祭時には、本館各階に古本の回収ボックスを設け、蔵書の一部と併せて古本市を開催する。委員は全クラスから2,3人までクラス選挙によって決められる。
2013年度より、他委員会との兼任が不可になった。

### 中間体操委員会
六甲学院の特徴の一つである中間体操を管理する委員会。中間体操委員として前期は高3、後期は高2の中から選ばれる。厳密な定員は定められていない。中間体操委員は中間体操が実施される期間中は、2・3限の間にメガホンを持って生徒の追い出しと中間体操監視を行う。クラスの指導に当たる中間体操委員は、2人で1クラスを受け持ち、第二グラウンドを三周する前に生徒の出欠をとる。その他にも直前授業終了3分後までにグラウンドに出させるために追い出しをし、掃除を怠っていないかなどのチェックをするために便所の見回りをする委員もいる。

### 中学委員会
生徒会の直轄管理下に置かれ、中学生の意見および意思を集約し、生徒会や他委員会と協議する委員会。全体としては中学生の全12学級のクラス三役（委員長1人、副委員長2人、書記2人で構成される。しかし中3のみ全役1人ずつ）、計52人+αからなる。予算は割り当てられていない。
近時は、中間体操委員の委員長は体育祭の委員長となり中間体操委員が体育祭委員となることがほとんどである。

## 活動

### 部活動
勉学に影響を及ぼさないように、活動は週3日までに制限されている。まれに弓道部と囲碁·将棋部が全国大会に出場することがある。また、部活動への加入が認められるのは体育祭終了後からである。

### 社会奉仕活動
Man for Others の教育理念の下、様々な社会奉仕活動が行われている。
- インド募金：月1回、1人200円程度を募金し、インドのダミアン社会福祉センターへ送金する。
- 社会奉仕作業：夏期休暇中に1日以上の労働奉仕が行われる。（中3 - 高2）
- 生命について考える日：1月17日（阪神・淡路大震災）頃に、生命について考える講演会が行われる。
- MAGISの日:月一回行われる。全校朝礼が10分延長され、宗教講話が行われる。放課後には希望者対象の講話も実施される。2011年度までは「カト研の日」と言う名称であった。
- 赤い羽根共同募金：10月初めの土日に、街頭募金に参加する。（中1・中2）

## 交通アクセス
- 六甲駅（阪急神戸本線）下車徒歩20分
- 神戸市バス36系統（阪神御影〜JR六甲道〜鶴甲団地）六甲台南口下車徒歩10分
- 神戸市バス2系統（三宮〜阪急六甲） 篠原本町2丁目下車徒歩15分

## 沿革

### 旧制中学校時代
- 1937年（昭和12年）- 財団法人六甲中学校が設立される。
- 1938年（昭和13年）
  - 4月1日 - 木造校舎が完成し、「六甲中学校」（旧制中学校）が開校。
    - 入学資格を尋常小学校卒業程度の12歳以上、修業年限を5年とする。
    - 初代校長に武宮隼人が就任。以下職員は15名でのスタート。
    - 1期生135名が入学。

  - 7月 - 阪神大水害により、校舎･校地に被害を受ける。
- 1940年（昭和15年）- 武道場が完成。
- 1941年（昭和16年）- 強歩大会 (53km) を開始。鉄筋コンクリート造4階建ての本校舎が完成。
- 1943年（昭和18年）4月1日 - 中等学校令の施行により、この時の入学生から修業年限が4年となる。
- 1944年（昭和19年）4月 - 教育ニ関スル戦時非常措置方策により、この時の4年生（1941年（昭和16年）入学生）から修業年限4年が前倒しで適用されることとなる。
- 1945年（昭和20年）
  - 3月 - 修業年限4年施行の前倒しにより、1940年（昭和15年）に入学した5年生と1941年（昭和16年）に入学した4年生の合同卒業式を挙行。
  - 4月 - 授業を停止。ただし学徒勤労動員は継続。
  - 7月 - 神戸大空襲で被害を受ける。
  - 8月15日 - 終戦。
  - 9月 - 授業を再開。
- 1946年（昭和21年）4月 - 修業年限が5年に戻る。

### 新制中学校・高等学校
- 1947年（昭和22年）4月1日 - 学制改革（6・3制の実施）が行われる。
  - 旧制中学校の募集を停止。
  - 新制中学校を併設し（六甲中学校併設中学校）、旧制中学校1・2年修了者を新制中学校2・3年生として収容。新制六甲中学校が発足し、募集を開始する。
  - 旧制中学校3・4年修了者はそのまま旧制中学校に在籍し、4・5年となった（4年修了時点で卒業することもできた）。
- 1948年（昭和23年）4月1日 - 学制改革（6・3・3制の実施）が行われる。
  - 旧制中学校が廃止され、新制「六甲高等学校」が発足。併設中学校を継承し、「六甲中学校・高等学校」となる。
    - 旧制中学校卒業者（5年修了者／1943年（昭和18年）入学）を新制高校3年生として収容。
    - 旧制中学校4年修了者（1944年（昭和19年）入学）を新制高校2年生として収容。
    - 併設中学校卒業者（3年修了者／1945年（昭和20年）入学）を新制高校1年として収容。
- 1950年（昭和25年）- 財団法人六甲中学校が学校法人六甲学院となる。
- 1957年（昭和32年）- 講堂と体育館が完成。
- 1961年（昭和36年）- 立山キャンプを開始。
- 1965年（昭和40年）- 校舎増改築（第1期工事）が完成。
- 1966年（昭和41年）- 理科校舎が完成。
- 1967年（昭和42年）- 強歩大会を36kmコースに短縮し再開。
- 1968年（昭和43年）- 創立30周年を記念してプールが完成。
- 1970年（昭和45年）- 六甲改革を実行。
- 1971年（昭和46年）- 久美浜海浜学舎が完成。村長制度開始（輪番制）。
- 1974年（昭和49年）- 新別館と聖堂が完成。
- 1976年（昭和51年）- 野球部が第31回国体（若楠国体・佐賀県）軟式野球の部で優勝。
- 1977年（昭和52年）- インド募金を開始。小講堂の増築が完成。
- 1979年（昭和54年）- 立山ヒュッテが完成。
- 1981年（昭和56年）- クラブハウス･弓道場が完成。
- 1985年（昭和60年）-  インド訪問を開始。
- 1987年（昭和62年）- 創立50周年を記念して新講堂（全席パイプ椅子に頼らない、備え付けの椅子）･体育館が完成。
- 1988年（昭和63年）- 生徒研修所が完成。
- 1992年（平成4年）-  ニュージーランド語学研修を開始。
- 1995年（平成7年）1月 - 阪神・淡路大震災により休校･短縮授業を実施。
- 1999年（平成11年）- 六甲生のプロファイルが完成。
- 2001年（平成13年）- 中学入試A･B日程を開始。
- 2005年（平成17年）4月1日 - 週5日制を導入。
- 2010年（平成22年）- 校舎建て替えのため、仮設校舎を設置。旧校舎を解体。柔道場が完成。
- 2011年（平成23年）
  - 4月1日 - 週6日制に戻る。
  - 東日本大震災へボランティアを派遣。新校舎建築に着工。ミッション・ステートメントが完成。
- 2012年（平成24年）- 新校舎が完成。久美浜臨海学舎（京丹後町湊宮）にスズメバチが大量発生し、退治用スプレーが散布される。
- 2016年（平成28年）4月 - 学校法人上智学院と合併[7]。「六甲学院中学校・高等学校」と改称。久美浜臨海キャンプの撤収と村長廃止が決定する。
- 2017年（平成29年）7月 - 前島（牛窓）キャンプ開始。村長制度は継承せず。久美浜臨海キャンプは更地となる。

## 出身者

### 政界
- 室田哲男（35期）- 元広島市副市長、元消防庁国民保護・防災部長、危険物保安技術協会理事長
- 森臨太郎（46期）- 宝塚市長

### 官界
- 塩口哲朗（25期）- ベネズエラ元大使、内閣官房長官秘書官
- 北村隆志（29期）- 海上保安庁長官、内閣官房国土強靭化推進室次長
- 吉住啓作（42期）- こども家庭庁初代支援局長、内閣府沖縄総合事務局長

### 財界
- 近藤晃（10期）- 日本航空元社長
- 鈴木昌（11期）- Jリーグ2代目チェアマン
- 石黒征三（19期）- アルパイン元社長
- 渡部賢一（28期）- 野村ホールディングスグループ元CEO兼社長、野村證券元CEO兼社長
- 塩村仁（30期）- ノーベルファーマ創業者・社長、経済産業大臣賞
- 中内潤（30期）- 学校法人中内学園理事長兼流通科学大学学長、元ダイエー副社長
- 荒木直也（33期） - エイチ・ツー・オー リテイリング社長、阪急阪神百貨店会長、阪急阪神ホールディングス取締役
- 山本たかお（34期）- テレビ朝日役員待遇エグゼクティブ・プロデューサー
- 澤田太郎（35期） - 大丸松坂屋百貨店社長、日本百貨店協会副会長
- 塩田周三（44期）- ポリゴン・ピクチュアズ社長、デイタイム・エミー賞
- 吉田浩一郎（50期）- クラウドワークス創業者・社長兼CEO
- 島田大介（51期）- インサイトコア創業者、エンジェル投資家

### 学界
- 山田康之（8期）- 京都大学名誉教授、奈良先端科学技術大学院大学学長
- 芹田健太郎（16期）- 神戸大学名誉教授、京都ノートルダム女子大学学長
- 五百籏頭眞（19期）- 神戸大学名誉教授、防衛大学校名誉教授、日本政治学会理事長
- 三木光範（25期）- 同志社大学名誉教授
- 大芝亮（29期）- 一橋大学名誉教授、青山学院大学教授、日本国際政治学会理事長
- ヨコタ村上孝之（35期）- 大阪大学大学院人文学研究科准教授
- 秋月謙吾（38期）- 京都大学大学院法学研究科教授
- 五百籏頭薫（49期）- 東京大学大学院法学政治学研究科教授
- 仲野武志（50期）- 京都大学大学院法学研究科教授
- 中口俊哉（51期）- 千葉大学フロンティア医工学センター教授
- 谷口怜（60期）- 東京大学大学院医学系研究科准教授

### 文化界
- 大森一樹（27期）- 映画監督
- 黒沢清（31期）- 映画監督
- 尾崎将也（36期）- 脚本家
- 山崎洋一郎（39期）- ロッキング・オン編集長、音楽評論家
- 本田健（43期）- 小説家、実業家
- 秋山純 - 元テレビ朝日ディレクター。現フリーランス
- 市野龍一 - 映画監督

### 芸能界
- 大谷亮介（29期）- 俳優
- 岩沢慶明（44期）- ラジオパーソナリティ、スタジアムDJ
- 山田ルイ53世（髭男爵）（51期-中学2年生時に中退）- お笑い芸人、文筆家
- 川原洋二（54期）- ミュージシャン (Sound Schedule)
- 稲村太佑（55期） - ミュージシャン (アルカラ)

### その他
- 涌井紀夫（17期）- 最高裁判所判事
- 入江憲一（38期）- NHKアナウンサー
- 阿江保智（71期）- テレビ西日本アナウンサー
- るんとう（76期）- 積分サークルメンバー
- 森下順光 - アメリカンフットボール指導者

## 関係校
上智学院設置校
- 上智大学（東京都千代田区）
- 上智大学短期大学部（神奈川県秦野市）
- 栄光学園中学校・高等学校（神奈川県鎌倉市）
- 広島学院中学校・高等学校（広島県広島市西区）
- 上智福岡中学校・高等学校（福岡県福岡市中央区）

イエズス会系列校
- エリザベト音楽大学（広島県広島市中区）